# Laarwijk
Laarwijk is een plaats in het district Commewijne in Suriname. In het verleden bevond zich hier een plantage, waar koffie, cacao en suiker werd verbouwd.

## Geschiedenis
Vóór de herindeling van de districten in de jaren tachtig lag Laarwijk in het district Suriname. Laarwijk was gedurende de koloniale tijd een suikerplantage. Er zijn nog enkele overblijfselen uit deze periode terug te vinden zoals een indampketel, de sluizen en de irrigatiestructuur.
Willem Hendrik Campagne heeft op de plantage gewoond en Eugène Drenthe is op Laarwijk geboren.

### Economische vooruitgang
Na jaren van politieke draaierij is het er in januari van 2010 toch van gekomen. Laarwijk heeft een aansluiting gekregen op het elektriciteitsnet. Hiervoor is vanuit Domburg onder de Surinamerivier door een kabel getrokken. De generator die is geplaatst vlak voor de verkiezingen in 1996, heeft verschillende plaatsen gehad op Laarwijk, maar heeft nooit een kilowatt geproduceerd.
De wortels van de bekende Surinaamse familie Choenni (soms ook geschreven als Choennie) liggen op Laarwijk. Links naast de sluis ligt de thans overwoekerde landerij van Mahase (grote heer) Soekdew Sonichur Choenni (1893-1972). Zijn inmiddels vervallen woning (twee verdiepingen) en de kappa en watertank zijn de stille getuigen van de vergane glorie. Op de landerij waren er onder andere koffie, cacao, sinaasappel, mandarijn en bananenbomen. Arbeiders hielpen met het oogsten. Er was onder meer een duwwagen op wielen die op rails, die speciaal waren aangelegd, voortbewoog. In deze wagen werden koffie en cacao gedroogd. Als het regende en voor het donker werd de wagen naar binnen geduwd in een loods.
Mahase Soekdew Choenni was een gerespecteerd dorpshoofd van Laarwijk en een soort pleegvader van onder anderen Eugène Drenthe. Hij was ook voorzitter van de lokale Arya Samaj (zie verder Biografie van Munshi Rahman Khan). Zijn vader was Halkorishaw (geboren in 1865 in India, zoon van de heer Choenni) die als contractarbeider samen met echtgenote Dhoermatie/Dulmatia (geboren in 1864 in India) en twee zoons (Madho en Sadho) in 1889 met het schip Elbe van Brits India naar Suriname emigreerden. Na afloop van hun contract op plantage Waterland - gelegen aan de overkant van de Surinamerivier - verhuisden zij omstreeks 1900 naar Laarwijk toen deze plantage als gouvernementplaats werd ingericht. Daar verkregen zij land in huurkoop en een vergunning om (gedestilleerd) drank te verkopen.

## Geboren in Laarwijk
- Eugène Drenthe (1925–2009), dichter, toneelschrijver en -regisseur[1]
- Chan Choenni (1953), Surinamist en publicist